# سان جيرمانو كيزوني
سان جيرمانو كيزوني ( بالفرنسية: Saint-Germain)، هي كومونا (بلدة) في مقاطعة تورينو في إقليم بييمونتي الإيطالي  ,تقع على بعد حوالي 40 كيلومترًا (25 ميل) جنوب غرب مدينة تورينو. تحد سان جيرمانو كيزونه البلديات التالية: انفيرسو بناسكا، فيلار بيروزا، برامولو، بورت، أنجروجنا، سان سيكوندو دي بينيرولو، براروستينو.